# Mexikanische Botschaft in Berlin

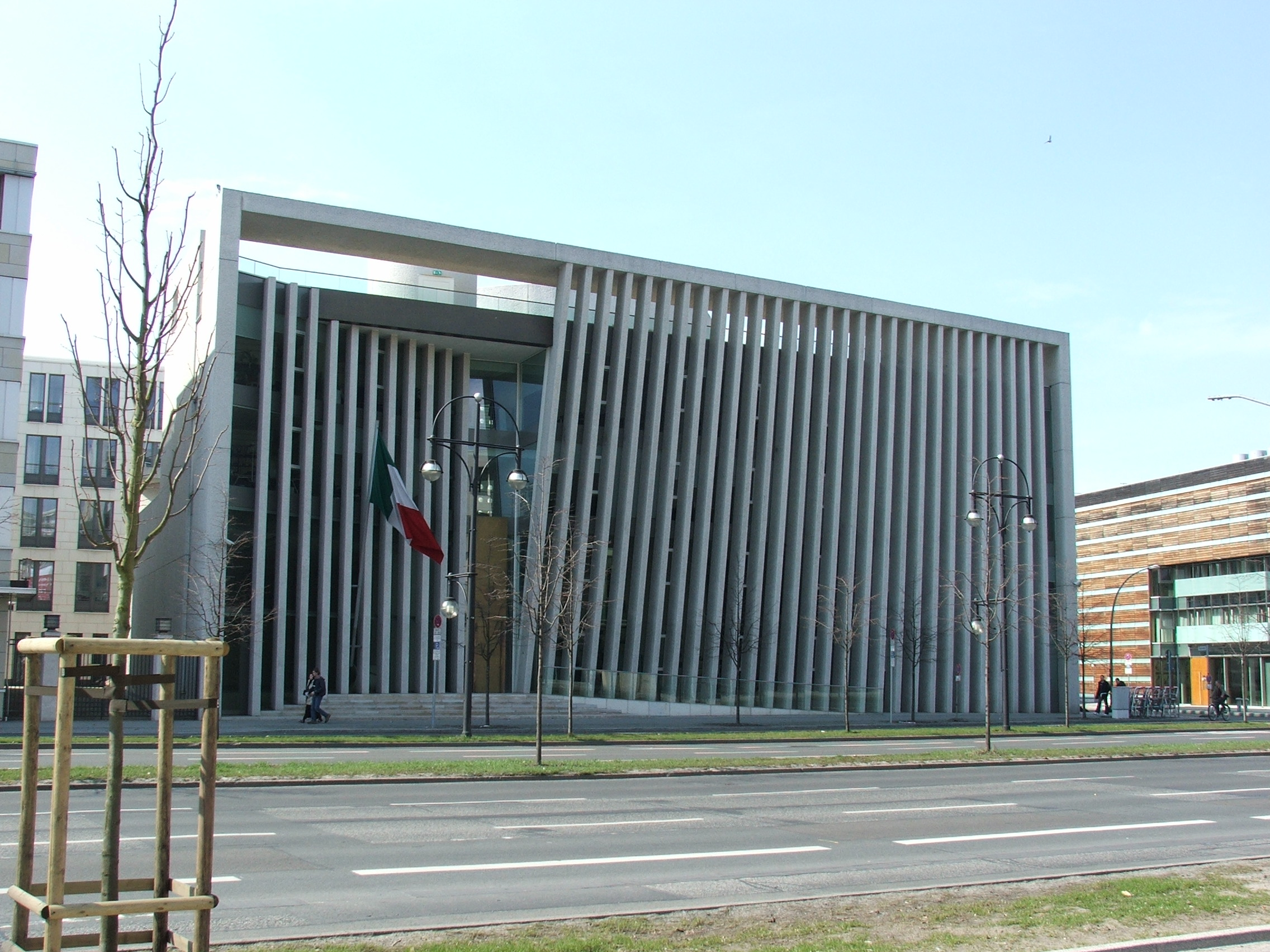
Botschaftsgebäude in Berlin-Tiergarten

Die mexikanische Botschaft in Berlin ist die diplomatische Vertretung Mexikos in Deutschland. Sie befindet sich seit dem Jahr 2000 im Ortsteil Tiergarten des Bezirks Mitte in der Klingelhöferstraße 3.
Botschafter ist seit dem 1. September 2021 Francisco Quiroga.

## Geschichte der diplomatischen Beziehungen mit Deutschland
Mexiko und das Deutsche Reich tauschten bereits Ende des 19. Jahrhunderts diplomatische Vertreter aus. Seit dem Abschluss gegenseitiger Verträge hatten die mexikanischen Diplomaten ihren Arbeitsplatz zunächst an ihrem Wohnsitz in der Reichshauptstadt Berlin. Um 1889 konnte Generalkonsul Samelson mit seinem Vizekonsul ein Konsulat in der Straße Unter den Linden 33 beziehen. Die Gesandtschaftskanzlei Mexikos änderte später ihren Sitz in die Landgrafenstraße 13 (Berlin-Tiergarten) südlich des Landwehrkanals und nicht weit vom heutigen Standort entfernt. Das Gebäude existiert nicht mehr.
Deutscher Gesandter in Mexiko-Stadt war A. de Chapeaurouge (1880) und später Freiherr von Zedtwitz (1890). Insgesamt berief Deutschland bis zu 20 Konsuln in mexikanischen Städten.
Im Dezember 1941 wurden die diplomatischen Beziehungen zwischen beiden Ländern abgebrochen, im Jahr 1942 trat Mexiko in den Krieg gegen Deutschland ein.
Nach Kriegsende wurde wieder eine Auslandsvertretung in Deutschland unterhalten. Am 29. August 1952 nahmen Mexiko und die Bundesrepublik Deutschland diplomatische Beziehungen auf. Der Botschaftssitz befand sich an der Adenauerallee 100 in Bonn.
Am 5. Juni 1973 nahmen Mexiko und die DDR diplomatische Beziehungen auf. Die Botschaft hatte bis zu ihrer Schließung im Jahr 1990 ihren Sitz in der Homeyerstraße 40 in Berlin-Niederschönhausen.
Der Umzug der deutschen Regierung nach Berlin veranlasste auch die Vertreter Mexikos, eine neue Botschaft in der deutschen Hauptstadt zu errichten. Sie erwarben mit Unterstützung des Berliner Senats ein Gelände im Klingelhöfer-Dreieck an der südwestlichen Ecke von Klingelhöferstraße und Rauchstraße gegenüber dem Gebäudekomplex der nordischen Botschaften. Der Haupteingang der mexikanischen Botschaft befindet sich in der Klingelhöferstraße 3, die offizielle Bezeichnung ist Embajada de México en Alemania.
Das Botschaftsgebäude wurde von den mexikanischen Architekten Francisco Serrano und Teodoro González de León entworfen und 1999/2000 errichtet. Es fällt durch seine ungewöhnliche Fassadengestaltung mit vertikal gefächerten Betonstreben auf.
Die Berliner Diplomaten sind in konsularischer Hinsicht zuständig für die Länder Berlin, Brandenburg, Bremen, Hamburg, Mecklenburg-Vorpommern, Niedersachsen, Sachsen, Sachsen-Anhalt, Schleswig-Holstein und Thüringen. Das Konsulat mit Sitz in Frankfurt am Main ist Ansprechpartner für die Länder Hessen, Baden-Württemberg, Bayern, Nordrhein-Westfalen, Rheinland-Pfalz und Saarland. In Düsseldorf, Hamburg, Hannover, Leipzig und München arbeiten Honorarkonsulate.

## Lage, Bau und Architektur
Die Botschaft liegt im Berliner Tiergartenviertel. Südlich der mexikanischen Botschaft befinden sich in der Klingelhöferstraße die Gebäude des Verbandes der Privaten Bausparkassen e. V. (Nr. 4), der senegalesischen Botschaft (Nr. 5), der Botschaft Malaysias (Nr. 6) und die Botschaften von Malta, Monaco und Luxemburg (gemeinsam in der Nr. 7). Das südlichste Nachbargebäude der Botschaften ist die Parteizentrale der CDU.
Auf dem Eckgrundstück Klingelhöferstraße/Rauchstraße befand sich vor dem Zweiten Weltkrieg die tschechoslowakische Gesandtschaft. Das mexikanische Außenministerium führte die Ausschreibung für den Entwurf des Neubaus für Botschaft und mexikanisches Kulturinstitut in einem beschränkten Wettbewerbsverfahren durch, zu dem acht Architekturbüros eingeladen waren. Die internationale Jury entschied sich für den Entwurf von Teodoro González de León und Francisco Serrano.

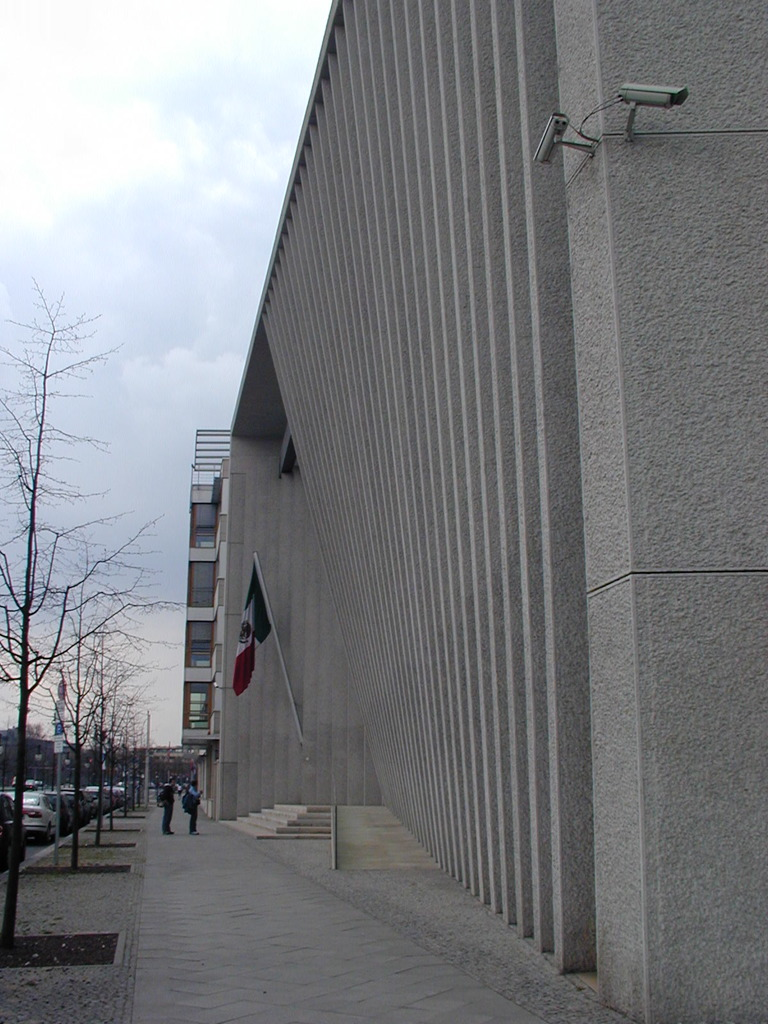
Seitliche Sicht auf die Fassade mit geneigten Betonstelen

Die Grundgestalt des Gebäudes wird durch einen fünfgeschossigen Quader mit einer Grundkantenlänge von ungefähr 45 × 30 Meter gebildet. Die schmalere Seite des Gebäudes weist in Nord-Süd-Richtung zur Rauchstraße bzw. zum Nachbargebäude der Bausparkassen, die längere Seite zur Klingelhöferstraße bzw. nach hinten zum Nachbargebäude in der Rauchstraße. Da die Rauchstraße nicht rechtwinklig in die Klingelhöferstraße einmündet, ist auch der Gebäudegrundriss nicht rechteckig: die nordöstliche Ecke des Kubus ist zurückgesetzt, wodurch sich die Fassadenbreite zur Klingelhöferstraße auf rund 41 Meter verkürzt, die Fassadenbreite zur Rauchstraße auf rund 23 Meter. Die 18 Meter hohe Hauptfassade zur Klingelhöfer- und zur Rauchstraße besteht in der äußeren Schicht aus 40 senkrechten bzw. leicht schräg angestellten Betonstelen, die wie ein Lamellenvorhang wirken. Keine Betonstele gleicht der anderen, der Querschnitt der Fassadenelemente verändert sich stetig von Stele zu Stele. Der Beton enthält Zumischungen von Marmorsteinen und gemahlenem Marmor und wirkt dadurch heller und edler als herkömmlicher Beton. Dieses Baumaterial wird auch als Marmorbeton bezeichnet. Die Oberfläche des Betons an den Stelen und im Inneren des Gebäudes wurde in Handarbeit mit Spitzeisen und Drucklufthämmern bearbeitet, um eine kontrastreiche Oberfläche zu erzielen. Hinter dem Lamellenvorhang ist das Gebäude komplett verglast.
Die innere Gliederung des Gebäudes wird durch ein haushohes Atrium mit kreisförmigem Grundriss bestimmt, das der Besucher direkt hinter dem Haupteingang betritt. Im Erdgeschoss sind das Foyer und Mitarbeiterräume angeordnet, im ersten Obergeschoss die Konsularabteilung. Der Botschafter und seine unmittelbaren Mitarbeiter residieren in den beiden obersten Etagen. Auf dem Gebäude befindet sich ein treppenförmig angelegter Dachgarten, der durch Pflanzenwahl und Gartenanlage an die mittelamerikanische Flora erinnert. Die Eingangshalle ist mit Kleinplastiken und Skulpturen aus Bronze von Juan Soriano ausgestattet. Das neue Botschaftsgebäude Mexikos wurde im November 2000 eingeweiht, der Baupreis lag bei 20 Millionen Mark.
Die Formensprache des Gebäudes steht mit klaren geometrischen Formen in der Tradition von Le Corbusier und nutzt Sonne und Schatten als Gestaltungsmittel. So entsteht das Idealbild einer für Mexiko typischen Moderne, die ohne Folklore auskommt.